# خوسيه ميخياس
خوسيه ميخياس (بالإسبانية: José Manuel Mejías)‏ هو لاعب كرة قدم إسباني في مركز الوسط، ولد في 21 يناير 1959 في قادس في إسبانيا. شارك مع منتخب إسبانيا تحت 21 سنة لكرة القدم. أما مع النوادي، فقد لعب مع رايو فايكانو وريال سرقسطة وريال مورسيا ونادي إلتشي ونادي قادش.